# Zeche Oberste Frielinghaus
Die Zeche Oberste Frielinghaus war ein Steinkohlenbergwerk in Bommern-Muttental. Das Bergwerk, das auch unter dem Namen Zeche Altena genannt wurde, befand sich im Muttental. Es gehörte zum Märkischen Bergamtsbezirk und dort zum Geschworenenrevier Hardenstein.

## Geschichte

### Die Anfänge
Am 2. Juli des Jahres 1751 wurde ein Längenfeld mit dem Namen Altena verliehen. Das Längenfeld wurde zunächst der Zeche Altena verliehen. In dem Längenfeld waren die beiden Flöze Mausegatt und Kreftenscheer vorhanden. Aufgrund eines Gerichtsurteils wurde der westliche Feldesteil am 10. Juni des Jahres 1844 abgetrennt, dieser erhielt den Namen Oberste Frielinghaus. Die Abbaurechte für das Feld Oberste Frielinghaus erhielt die Familie Oberste Frielinghaus. Am 10. Mai des Jahres 1853 konsolidierte die Zeche Oberste Frielinghaus unterhalb der Erbstollensohle des St. Johannes Erbstollens mit weiteren Zechen zur Zeche Vereinigte Louisenglück. Im selben Jahr wurde im Muttental mit der Förderung im Schacht Friedrich begonnen. Dies war ein tonnlägiger Schacht mit einer flachen Teufe von 16 Lachtern. Der Schacht musste nach dem Jahr 1853 mehrmals wegen unterschiedlicher Störungen stillgelegt werden. Am 11. Juni des Jahres 1754 wurde das Grubenfeld vermessen.

### Der weitere Betrieb
Im Jahr 1855 wurde die Zeche durch den St. Johannes Erbstollen gelöst. Durch den Erbstollen wurde auch ein Teil der abgebauten Kohlen zur Ruhr gefördert. Es waren zu diesem Zeitpunkt bereits drei Stollen vorhanden, deren Stollenmundlöcher sich im Muttental befanden. Im Erbstollen wurden auch die Kohlen aus dem Feld Louischen gefördert. Im selben Jahr wurde ein Vertrag mit der Zeche Neubommerbank geschlossen, über den geregelt wurde, dass die abgebauten Kohlen der Zeche Neubommerbank über den Schacht Friedrich gefördert werden konnten. In den Jahren 1858 bis 1864 war das Bergwerk nachweislich in Betrieb. Im Jahr 1865 wurde durch die Zeche Louischen im Grubenfeld der Zeche Oberste Frielinghaus abgebaut. Seit diesem Zeitpunkt wurden die abgebauten Kohlen durch den Stollen von Louischen bis zur Ruhr gefördert. Im Jahr 1879 war das Bergwerk noch in Betrieb, danach wurde die Zeche Oberste Frielinghaus stillgelegt. Im Jahr 1881 wurde im Grubenfeld der Zeche Oberste Frielinghaus durch die Zeche Vereinigte Louisenglück abgebaut. Am 31. Dezember des Jahres 1921 wurde das Grubenfeld von der Zeche Gut Glück & Wrangel angepachtet, dieser Pachtvertrag lief 1924 wieder aus. Am 25. Februar des Jahres 1926 wurde ein Abbauvertrag mit den Besitzern der Zeche Vereinigte Hermann geschlossen. In diesem Vertrag wurde den Restabbau der noch im Grubenfeld Oberste Frielinghaus anstehenden Kohlen geregelt. Am 29. Februar des Jahres 1928 lief der Abbauvertrag aus.

## Förderung und Belegschaft
Auf dem Bergwerk wurde Esskohle abgebaut. Die ersten bekannten Belegschaftszahlen stammen aus dem Jahr 1864, damals waren zwei Bergleute auf dem Bergwerk beschäftigt. Die ersten bekannten Förderzahlen stammen aus dem Jahr 1867, damals wurde eine Förderung von 535 Tonnen Steinkohle erbracht. Im Jahr 1869 wurden 2368 Tonnen Steinkohle gefördert, davon 2131 Tonnen aus dem Stollenbau und 237 Tonnen aus dem Tiefbau. Die letzten bekannten Förder- und Belegschaftszahlen des Bergwerks stammen aus dem Jahr 1874, es wurden mit 15 Bergleuten 1925 Tonnen Steinkohle abgebaut, davon 846 Tonnen im Stollenbau und 1079 Tonnen im Tiefbau.